# Windbachkees
Das Windbachkees (Kees, tirolisch-salzburgisch ‚Gletscher‘) ist ein im frühen 20. Jahrhundert verschwundener Gletscher am Krimmler Tauern in Salzburg.
Dieser Gletscher erstreckte sich an der Nordostflanke des Dreieckers in das Windbachtal, ein linkes Nebental des Krimmler Achentals im Oberpinzgau, und hat in den Eiszeiten das Windbachtal sowie im Zuge des Gletscherschwunds als Nebengletscher des Venediger-Gletschers dann auch das Quellgebiet des Windbachs ausgeschürft.
Nach der Mittelalterlichen Warmzeit dürfte der Gletscher weitgehend verschwunden gewesen sein, der Atlas Tyrolensis von 1774 verzeichnet hier nur einen Gletscher etwa im Raum des Eissees. In der Kleinen Eiszeit des 18./19. Jahrhunderts wird er sich dann zumindest als Kargletscher im Nährgebiet des einstigen Windbachgletschers wieder voll ausgebildet haben.
Noch im mittleren 19. Jahrhundert erstreckte sich der Gletscher entlang des gesamten Grates vom Klockerkarkopf (Glockenkarkopf, Rauchkesselspitze, 2911 m) über Tauernkogel (Kerer Spitze, 2872 m), Schütttalkopf (Schöntal- oder Schientalkopf, 2773 m), Dreiecker (Feldspitze, Windbachspitze, 2892 m), Seewlaser Schneid (Säbelschneid, 2854 m ü. A.), Seekarkopf (Schwarzer Kopf, Käss- oder Keeskarkopf, Eiskarkopf, 2916 m ü. A.) bis zur Zillerplattenspitze (3148 m ü. A.). Dabei bildete er mit den Gletschern des rechten hinteren Zillergrunds (Schwarzkarkees, von dem nur das Dreieckerkees erhalten ist, nicht aber das Zillerplattenkees) einen Eisschild, der auch noch in das Ahrntal hinübergriff (Feldspitzkees) und mit den Nachbargletschern Glockenkarkees östlich, Rainbachkees nördlich und Rauchkofelferner westlich vollständig zusammenhing. Dieser Gletscher zerfiel in das Eisfeld am Glockenkarkopf östlich, jenes am Dreiecker und das Eisfeld nördlich im Keeskar – von ersterem stammt der heutige Karsee Schafseewl (2611 m ü. A.) her, letzteres besteht noch als Blockgletscher.
Schon Ende des 19. Jahrhunderts war der Restgletscher abermals in mehrere Teile zerfallen: im Unteren Kessel (heutiger Anstieg zum Krimmler Tauern), am Schütttaler Joch und im Oberen Kessel, sowie im Seekar, wo sich heute der große Eissee (2569 m ü. A.) befindet. Der Rest des Gletschergebietes ist Blockschutthalde. Schon Fritz Koegel, der in dieser Gegend einige Erstbesteigungen durchführte, berichtet von „mächtigen Felsstürzen“ zwischen Dreiecker und Keeskarkopf im Juni des Jahres 1895.
Wegen dieses Gletschers war der Krimmler Tauern (2634 m) im 18. und 19. Jahrhundert wohl schlecht zu begehen. Eine mögliche Route verlief nicht über den heutigen Pass, zu dem der Aufstieg im Gletscherbruch des Windbachkees verlief, sondern oberhalb über das mit ca. 2620 m niedrigere, aber heute sehr schlecht begehbare Schütttaler Joch und weiter über die verlassene (obere) Tauernalm im Schütttal direkt nach Trinkstein. Außerdem gab es zeitweise wohl nur die Alternativroute über das Eisfeld am Glockenkarkopf und die Pfaffenscharte (ca. 2790 m) – die Pässe waren zumindest zeitweise reine Gletschersättel.